# ユブラピアッシング

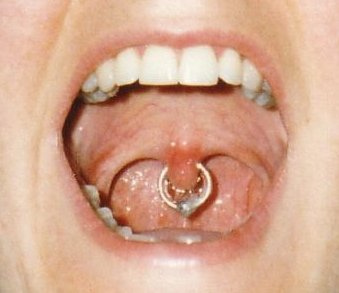
ユブラピアッシング

ユブラピアッシング（Uvula piercing）とは口蓋垂に入れるピアスである。ピアスの中でも希で、キャプティブビーズリングや他の小さなリングが使われるのが一般的である。

## 健康問題
ユブラピアッシングを入れると咽頭反射(en:Pharyngeal reflex)によって空嘔吐が起こるため、装着し続ける事が難しい。また、口蓋垂を貫くリングが飲み込まれたり吸入される恐れがあり、吸入された場合には除去するための手術まで必要になる。
舌ピアスと同様にピアスを装着している間は挫傷の危険性があり、腫れや感染症の恐れもある。ユブラピアッシングは睡眠中に口蓋垂を垂れ下がらせて鼻気道の径が狭まり、いびきのような睡眠時の呼吸障害のリスクを増加させる。

## 歴史と文化
ユブラピアッシングは、アメリカ、ニューヨークのピアッサーであるジョン・コブによってはじめられた。ユブラピアッシングは通常入れていることが他人から見えないため、ピアスを入れる動機は非常に個人的である。